# 梅爾克
梅爾克（德語：Melk，法語發音：[mɛlk] ⓘ；旧作）是奧地利下奧地利州的市镇，位於該國東北部多瑙河右岸的瓦豪河谷附近，面積25.71平方公里，海拔高度213米，該鎮經常受水災威脅，2012年人口5,257。该处以巴洛克式本笃会修道院梅尔克修道院而闻名。

## 历史
该镇最早以之名出现在一份831年日耳曼人路易的一份赠与书（donation）中，这个名字来自斯拉夫语的“边境”一词，976年，梅尔克一带地区到了藩侯利奥波德一世手中，作为对东方马扎尔人（当时文献称之为“突厥人”）与西边巴伐利亚的缓冲区。996年的一份文献中提到，梅尔克是（即奥地利）的第一个组成部分。
现今修道院所在的峭壁曾是巴本堡家族的城堡，后来在1089年由利奥波德二世赠予了从西边兰巴赫（Lambach）来的本笃会修士。1227年，梅尔克获得了市场权（德語：Marktrecht），1898年成为了一个市镇。在一个极小的区域内，梅尔克却在许多世纪内有着大量不同风格的建筑。

## 外部連結
- Monastery Stift Melk （页面存档备份，存于）
- Renaissance Castle Schallaburg （页面存档备份，存于）